# Nataliya Trafimava
Nataliya Trafimava (16 de junho de 1979) é uma basquetebolista profissional bielorrussa.

## Carreira
Nataliya Trafimava integrou a Seleção Bielorrussa de Basquetebol Feminino, na Rio 2016, que terminou na nona colocação.